# AeroMobile Communications
AeroMobile Communications Limited ist ein Mobilfunknetzbetreiber für die Luftfahrtindustrie mit Sitz im Vereinigten Königreich. Er bietet Technologie und Dienstleistungen, die die sichere Nutzung der Mobiltelefone der Passagiere während des Fluges ermöglichen. Die Dienste eines Tochterunternehmens der Panasonic Avionics Corporation werden häufig zusammen mit dem WLAN-Netz von Panasonic installiert und können entweder bei der Flugzeugherstellung installiert oder in Airbus- und Boeing-Flugzeugen nachgerüstet werden. Das WLAN-Netz von Panasonic Avionic und das Mobiltelefonnetz von AeroMobile sind kostenlose Dienste und bieten den Passagieren eine Auswahl an Verbindungsoptionen für den Flug.
Seit dem Start des Dienstes im März 2008 haben sich über 40 Millionen Passagiere mit dem Netz verbunden und AeroMobile hat inzwischen über 20 Airline-Partner, die Fluggästen Sprach-, SMS- und Datendienste anbieten. Airline-Partner sind unter anderem Emirates, Etihad, KLM, Lufthansa, SAS, Virgin Atlantic, Singapore Airlines, Cathay Pacific und Turkish Airlines.